# Maria Carmo Guedes
Dra. Profª. Maria do Carmo Guedes (n. 1934, São Paulo, ) es una psicóloga, y profesora universitaria brasileña.
En 1956, se graduó de licenciada en Filosofía por la Universidad de São Paulo, y en 1974, realizó el doctorado en Ciencias Humanas y Psicología por la Pontifícia Universidade Católica de São Paulo. El día 20 de abril de 2010, recibió el título de profesora emérita de esa misma Universidad.
Es profesora titular de la Pontificia Universidad Católica de São Paulo. Posee experiencia en áreas de la Psicología, com énfasis en Historia de la Psicología, actuando hoy principalmente en los siguientes temas: historia de la psicología, psicología en Brasil, historia de la psicología brasileña, diseminación del conocimiento
Lejos de haberse retirado, Maria do Carmo actualmente da clases, orienta estudios, actúa en colegiados, participa de congresos, de organización de eventos y de grupos de estudios interinstitucionales. Además, publica artículos, involucra a los estudiantes en la enseñanza, investigación y monitoreo, y es vicecoordinadora del Programa de Postgrado en Análisis de comportamientos, área del conocimiento introducida por ella hace más de dos décadas en la PUC-SP. Es considerada una representante en el Brasil, e esa área de actuación, vinculadas a Burrhus F. Skinner.
En la época de la dictadura militar brasileña, específicamente en 1977, cuando la PUC tenía estudiantes refugiados, Maria do Carmo tuvo participación entre los profesores que contribuían para que algunos alumnos pudiesen refugiarse, intermediando y dialogando con los policías del coronel Erasmo Dias, que habían invadido la Universidad con violencia. Aún en ese período en que la Universidad estuvo ocupada, los estudiantes de la Facultad de Psicología, juntamente con sus profesores, formularon un nuevo currículo, experimental, con participación destacada de Maria do Carmo en su elaboración y ejecución, en una experiencia que duró seis meses.
Maria do Carmo dice que para 

"montar un curso de Análisis Comportamental es necesario saber lo que es el Brasil hoy, y de lo que precisa"

. Profesionales vinculados a los recordados del libro de Darcy Ribeiro: "La Universidad Necesaria", estudio que acompaña las actividades normales de planeamiento del curso. Afirmando que: 

"Trabajar con Maria do Carmo, sobre cualquier asunto que sea, es estar siempre reflexionando sobre las consecuencias sociales de este trabajo, dirigido a producir una ciencia que habilite la acción social.”

## Algunas publicaciones

### Libros
- maria do Carmo Guedes, regina helena de Freitas Campos, erika Lourenço. 2009. Patrimonio cultural, museus, psicologia e educaçao: dialogos. Volumen 3 de Coleção Encontros anuais Helena Antipoff. Editora Puc Minas, 300 pp. ISBN 8560778446

- marina Massimi, maria do Carmo Guedes, andré luís Masiero. 2004a. História da psicologia no Brasil: novos estudos. Edición ilustrada de Editora da PUC-SP, 252 pp. ISBN 8528303004 en línea

- eda Tassara, elaine Pedreira Rabinovich, yvonne Bernard, maria do Carmo Guedes. 2004b. Psicologia e ambiente. Eventos (São Paulo, Brasil). Edición ilustrada de EDUC, 408 pp. ISBN 8528302997

- josé ricardo Pires de Almeida, antônio Chizzotti, maria do Carmo Guedes. 2000. Instrução publica no Brasil: 1500-1889. 2ª edición de EDUC, 334 pp. ISBN 8528301885

- moacyr da Silva, maria do Carmo Guedes. 1999. Revisitando o ginásio vocacional: um "locus" de formação continuada. 296 pp.

- conceição Cabrini, maria do Carmo Guedes. 1992. Flávio Aderaldo. Volumen 2 de Editando o editor. Editor COM-ARTE, 55 pp. ISBN 8531400449

## Honores

### Epónimos
- Rua Aposentada Maria do Carmo Guedes de Lima, Barrio de Colibrís, ciudad de João Pessoa PB[3]